# Tenerife Sea
"Tenerife Sea" es una canción por el cantautor Ed Sheeran. Fue coescrita por el miembro de la banda Snow Patrol Johnny McDaid y Foy Vance, con producción de Rick Rubin. La canción fue lanzada el 20 de junio de 2014 como parte de su segundo álbum de estudio, x. Entró a UK Singles Chart con el número 93 debido a las ventas de la canción.
El título de esta canción hace referencia a Tenerife en las Islas Canarias de España. Sheeran dice que los ojos de su novia tenían el color azul del mar de Tenerife: "seriously blue, like electric blue". Esta canción habla de la novia de Ed Sheeran a la que ve muy guapa en su vestido.

## Listas
| Lista (2014)                         | Posiciones |
| ------------------------------------ | ---------- |
| Irlanda (IRMA)                       | 55         |
| UK Singles (Official Charts Company) | 62         |